# Streuselkuchen

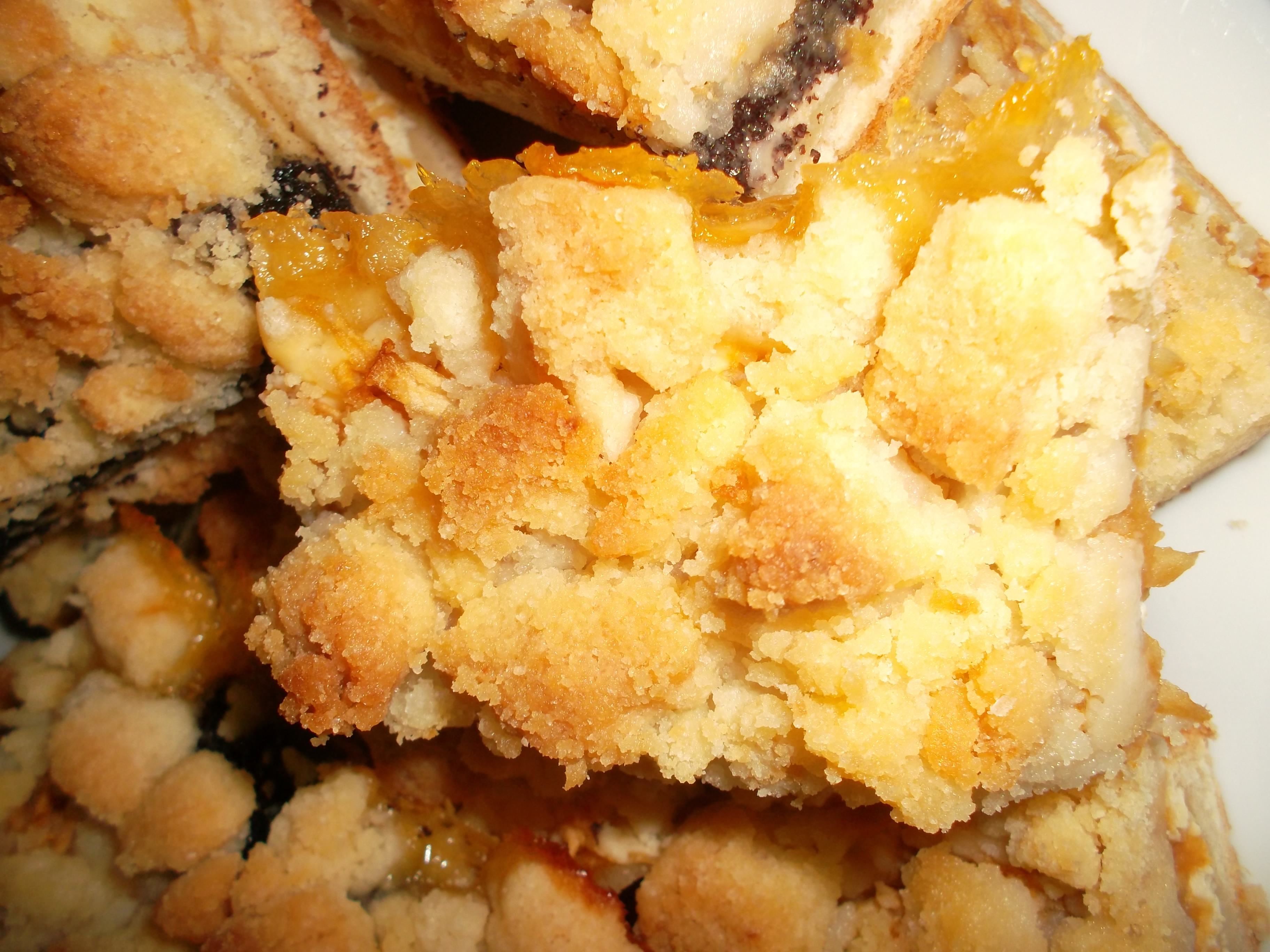
Streusel: torrõezinhos ou migalhas

Streuselkuchen (transcrição fonética AFI: ʃtrɔyzəl_ku:xǝn) é a designação em alemão conhecida internacionalmente que nomeia um bolo (Kuchen) cozido em tabuleiro de chapa (Backblech), habitualmente feito de massa lêveda doce (Hefeteig) composta por farinha, levedura e açúcar, levando espalhada manualmente por cima uma cobertura esfarelada  que fica crocante depois de ir ao forno e não se desagrega por si mesma chamada Streusel composta por torrõezinhos (Klümpchen) ou migalhas    (Bröckchen), os quais resultam da mistura de manteiga derretida, açúcar e  farinha de trigo na proporção de 1:1:2 respectivamente.
Os torrõezinhos (Klümpchen) ou migalhas (Bröckchen) que compõem o Streusel são formados pela mistura de manteiga derretida, açúcar e pouca farinha de trigo. Estes três ingredientes são misturados numa proporção de 1:1:2 (vide mais abaixo a secção preparação), e a seguir a isso, a mistura obtida desse modo é esmigalhada com a ponta dos dedos e espalhada com as próprias mãos sobre uma base, conforme o caso, feita de massa lêveda doce ou massa de bolo mole, a qual estará pronta e crescida suficiente em volume para receber a camada de Streusel. O espalhamento de Streusel é feito pouco antes que a forma (Backform) ou tabuleiro de chapa (Backblech), onde a massa de bolo foi despejada previamente, seja levada ao forno para que o seu volume não se abata mal comece o processo de cozedura.
No Brasil, principalmente na região sul onde a população de origem alemã é grande, diversas variedades de Streuselkuchen são conhecidos por cuca ou cuque .

## Massa de levedura / Massa de bolo mole

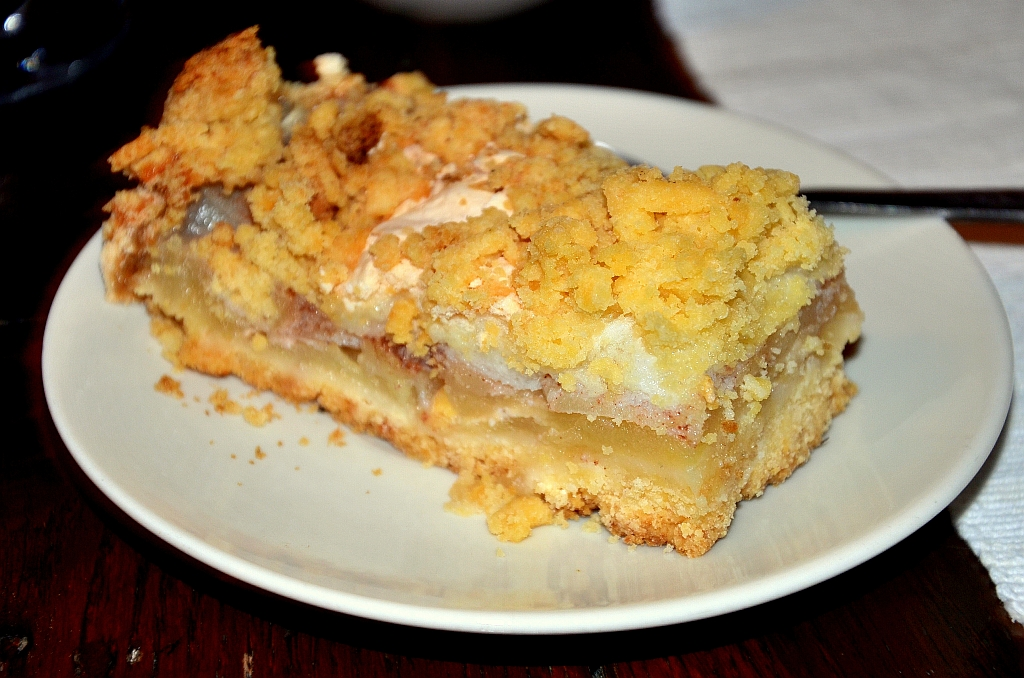
Bolo de maçã com Streusel

O bolo de Streusel, segundo a receita original, é feito de massa de levedura (Hefeteig em alemão) ou seja uma base de bolo que é feita de massa lêveda doce, cuja composição é uma mistura de farinha, levedura e açúcar.
Em alternativa a base também pode ser feita de massa mole de bolo (uma mistura amassada de açúcar, gordura, ovos, farinha de trigo com fermento em pó e pouco leite ou água), em qualquer dos casos, seja qual for o tipo de massa, esta é sempre coberta com o chamado Streusel.
Como já se disse no princípio do presente artigo, os principais ingredientes para se preparar o Streusel são farinha, açúcar e manteiga. Entretanto, esta cobertura pode variar, adicionando-se ao preparado do Streusel açúcar de baunilha ou canela em pó. Outra variação é pôr no topo da massa de levedura ou mesmo da massa mole de bolo pedaços de frutas, geralmente de maçã, e só em seguida cobrir as frutas com o Streusel como cobertura final.

### Variações nominativas e receitas regionais

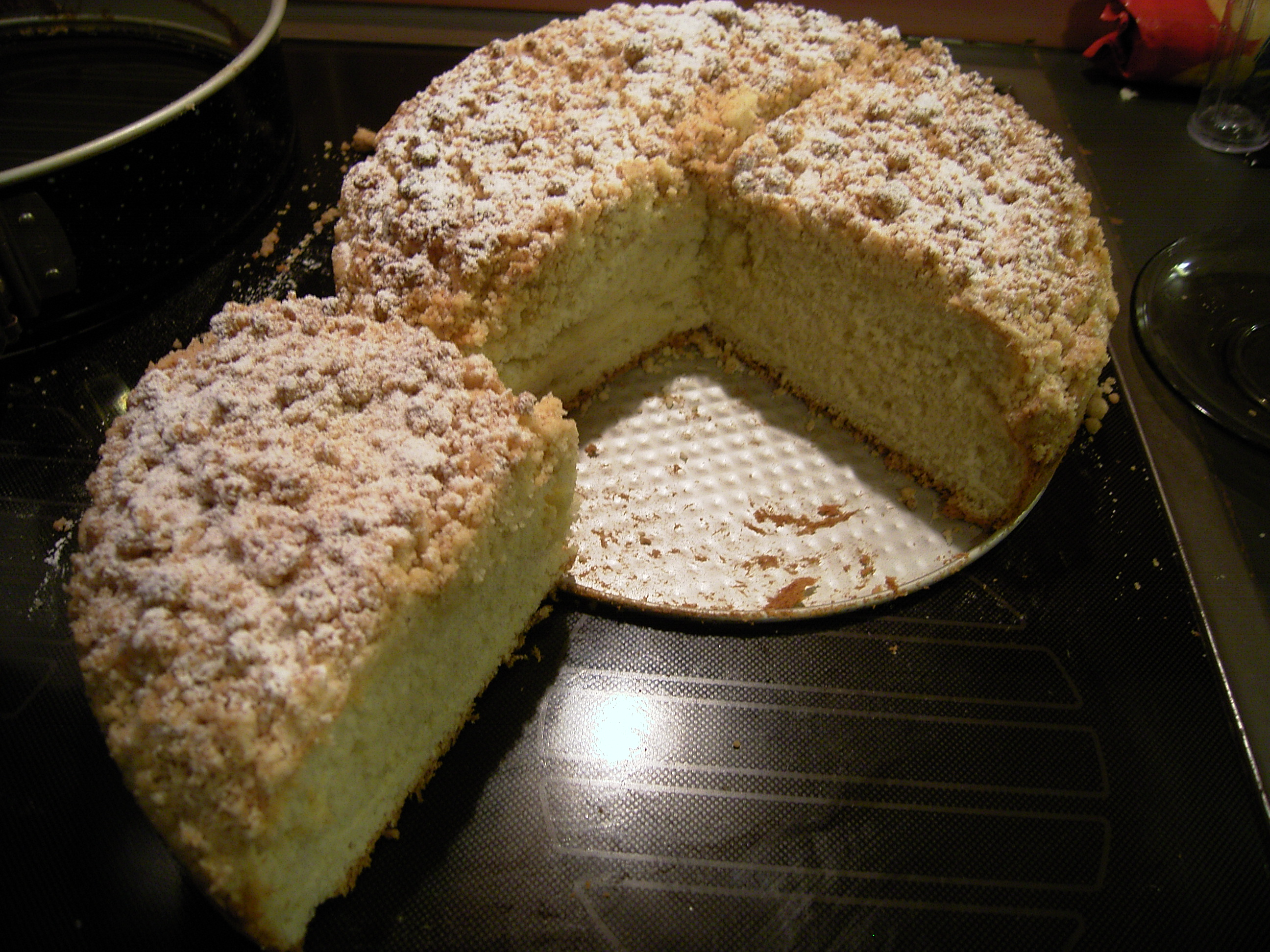
Streuselkuchen feito em forma

Krümelkuchen é uma variante nominativa de Streuselkuchen, a qual está assinalada em muitos dicionários alemães, entre os quais o dicionário de língua alemã online Duden em que se assinala com a entrada Krümelkuchen.

O Streuselkuchen é conhecido também por outras designações semelhantes em dialectos regionais, as quais os dicionários alemães não assinalam, visto que são designações demasiadamente locais, como por exemplo, as designações utilizadas no estado de Hesse: Hessischer Krimmel- oder Ribbelkuche ou  ainda na área entre os rios Reno e Meno com o nome dialectal: Riwwelkuchen.

O Streuselkuchen ainda não tem o seu lugar de origem atestado e bem definido, presumivelmente terá sido a partir de onde a sua receita original mais se difundiu que foi de algures na Silésia, um antigo território de língua alemã que hoje em dia faz parte da Polônia.
Outra diferente origem, por hipótese, pode ser aventada e assim terá sido algures nas regiões onde se fala o neerlandês, dado que o substantivo Streusel é inseparável da sua origem, uma vez que esta palavra veio através do médio baixo alemão «strouwelse» desde o termo strowsel, que remonta ao neerlandês, língua falada ainda hoje na Bélgica e nos Países Baixos. Importa saber agora quando o termo «strowsel» tomou o seu actual significado em culinária já que ele não tem qualquer outro significado.
Actualmente o bolo de Streusel é bastante comum na grande maioria das regiões do mundo onde se fala o alemão e com as suas próprias receitas regionais.

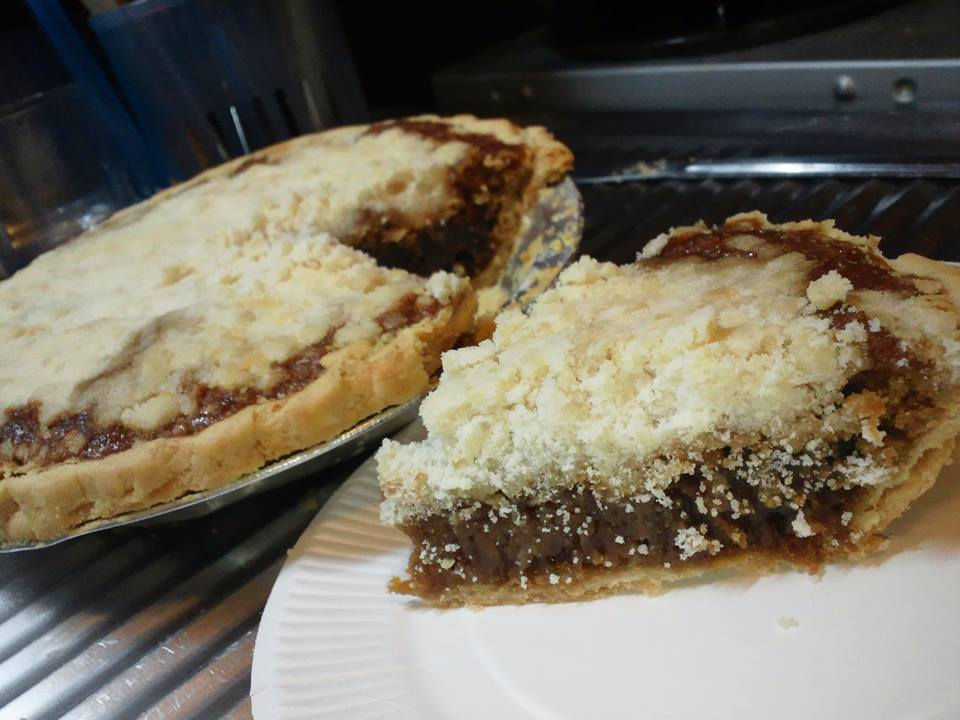
Shoofly Pie

Entre estas receitas regionais há uma variação do Streusel e sem falar da base de pie que é muito diferente do Streuselkuchen feito em tabuleiro (Backblech), a qual se dá pelo nome Shoofly Pie. Esta variação do Streusel foi introduzida pelos Dutch da Pensilvânia, uma comunidade de descendentes de alemães imigrados nos EUA desde princípios do Século XVIII. Um dialecto alemão ainda é falado nessa comunidade, mas o número de falantes está cada vez mais reduzido desde o fim da segunda guerra mundial em favor do inglês.
A Shoofly Pie é uma espécie de pie (pastel, torta de frutas) que não se confunde com o Streuselkuchen, porque a Shoofly Pie é uma pie feita de melaço e tem em comum com o Streuselkuchen apenas a guarnição de Streusel. Esta guarnição é feita com açúcar mascavado (brown sugar) pelo que não permite fazer uma «crumble» (cobertura em desagregação) tão esmigalhada (crumbly), por isso a sua camada (layer) parece ser menos irregular e mais lisa à superfície do que a superfície do Streuselkuchen.

## Streusel
Streusel (transcrição fonética AFI:ʃtrɔyzəl) é o nome de uma guarnição usada em culinária que se espalha como camada de remate sobreposta em doces, pastéis e bolos. Esta guarnição é composta por uma parte de açúcar, uma parte da gordura (margarina ou manteiga), e duas partes de farinha. Também são habituais para a sua aromatização Baunilha, limão, canela, cacau ou avelã triturada.

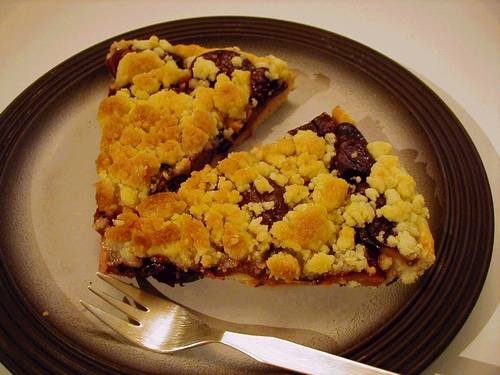
Streuselkuchen com ameixas

A gordura e o açúcar são misturados com os aromas e, logo a seguir, misturados suavemente com a farinha até que a massa da guarnição em preparo tenha uma consistência que se possa esmigalhar. Os ingredientes não podem ser amassados nem muito firmemente e nem por muito tempo, porque senão de outro modo a massa da guarnição em preparo que se chama em alemão «Streusel» endurece.
A guarnição Streusel é usada para inúmeros pastéis e bolos como o bolo de Streusel aqui descrito, bolo de maçã com Streusel ou bolo de ameixa com Streusel, bolo em caracóis com Streusel, bolo em forma de grande moeda  com Streusel, e muitos outros.
Streuselbrötchen (pãozinho de Streusel), uma especialidade de Aachen, são uns pãezinhos feitos de massa lêveda macia com cobertura de Streusel.

### Preparação
O bolo de Streusel é um bolo raso cozido em tabuleiro de chapa (Blechkuchen) relativamente simples de preparar a partir de uma base de massa lêveda doce (farinha, levedura e açúcar) ou massa de bolo mole (mistura amassada de açúcar, gordura, ovos, farinha de trigo com fermento em pó e pouco leite ou água), a qual é coberta com o Streusel (pequenos torrões esmigalhados próprios para espalhar sobre a massa feitos de farinha, açúcar e manteiga). A preparação do Streusel deve decorrer sempre na sequência de fases como se vê nas figuras a seguir:

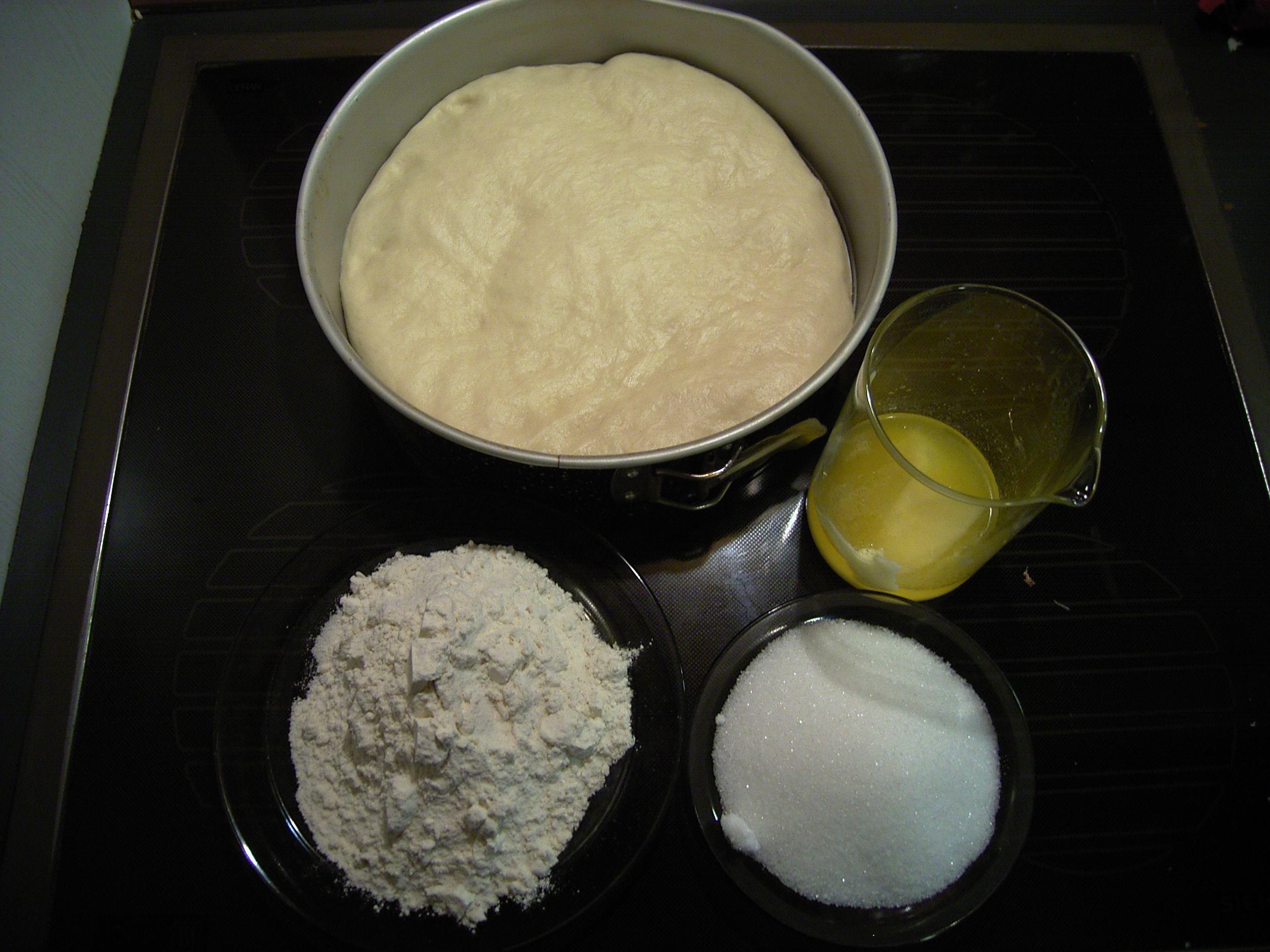
Massa mole, farinha, açúcar e manteiga derretida.
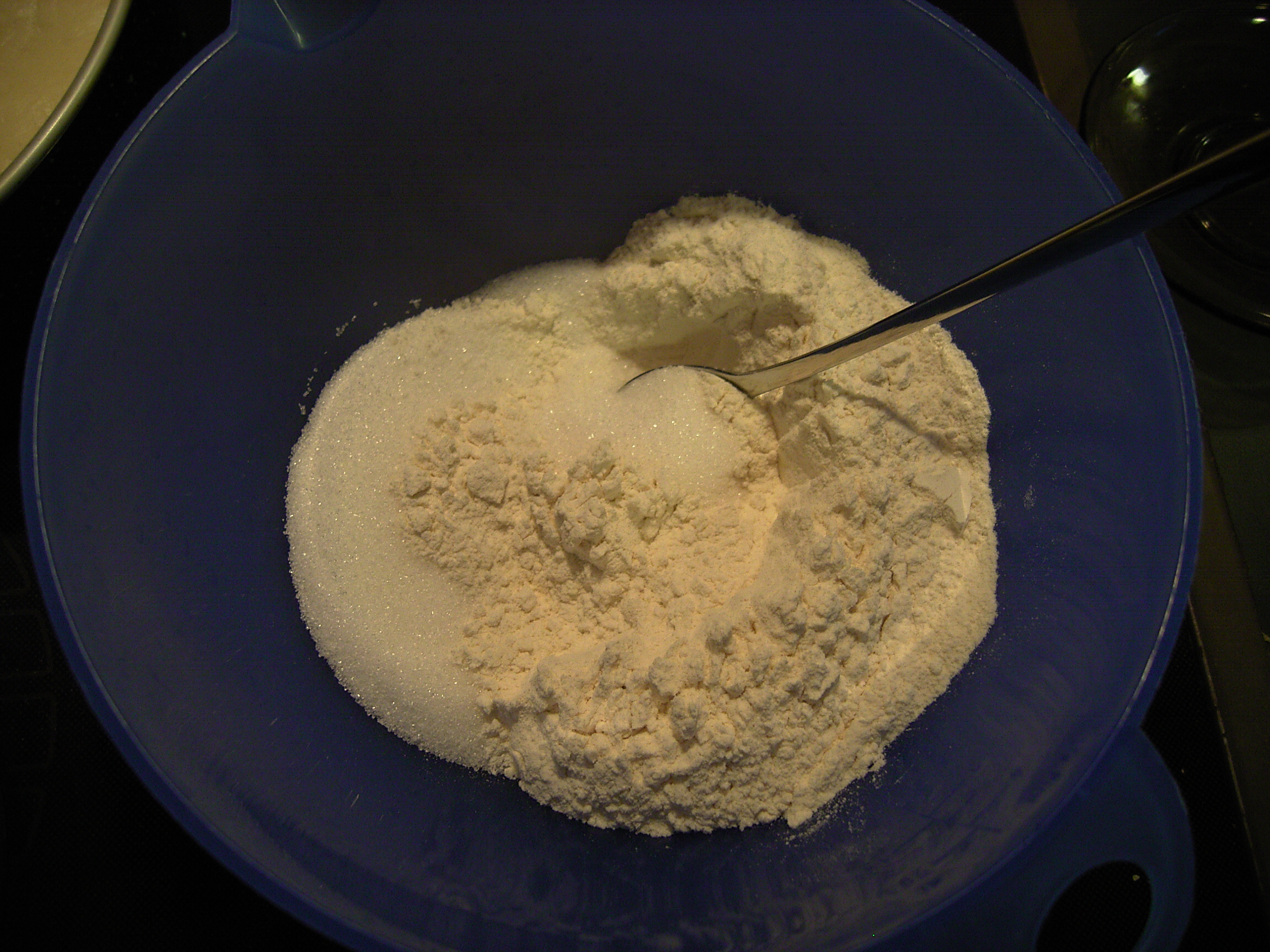
Misturando o açúcar com a farinha.
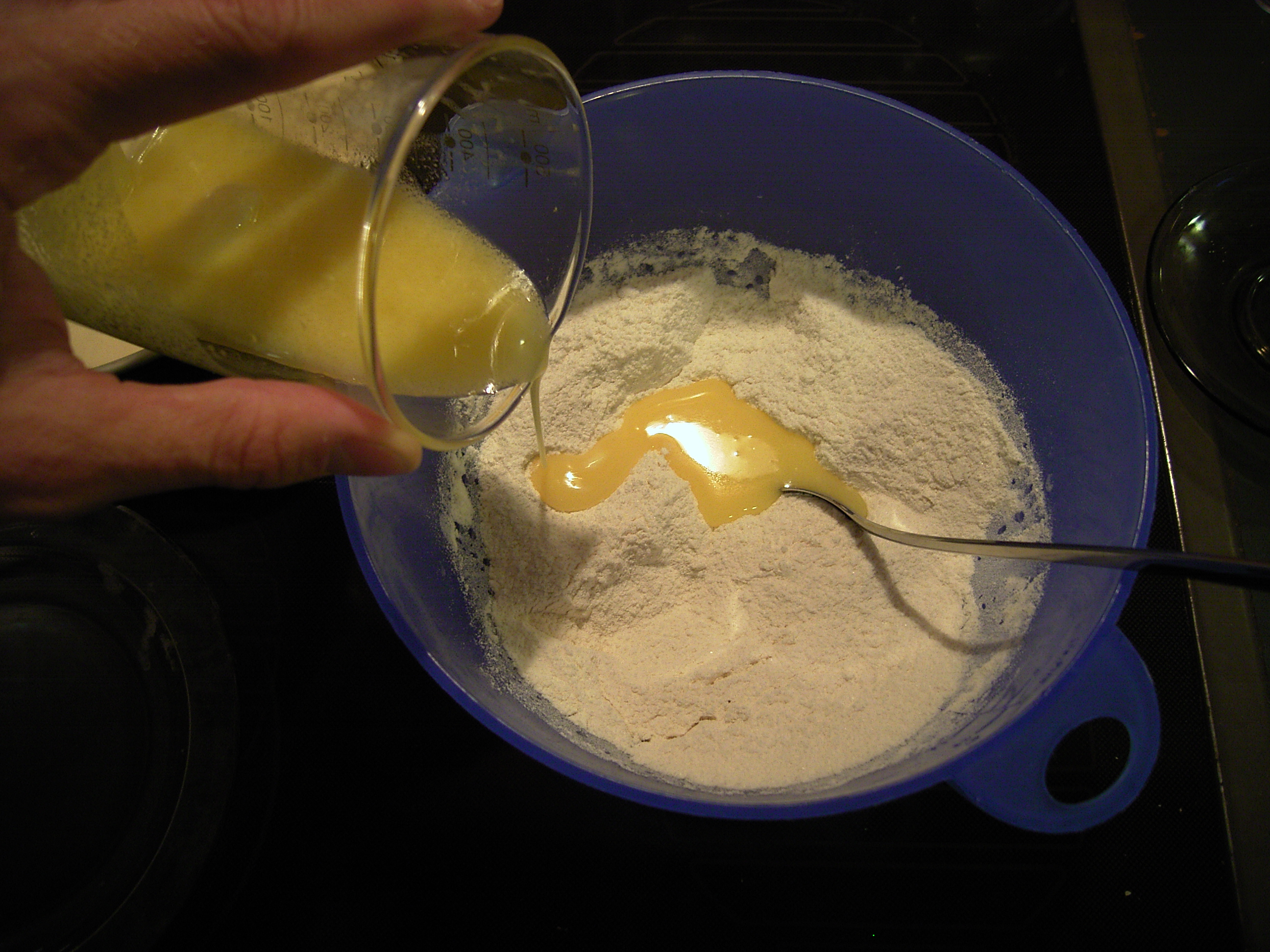
Deitando a manteiga derretida na farinha e açúcar já misturados.
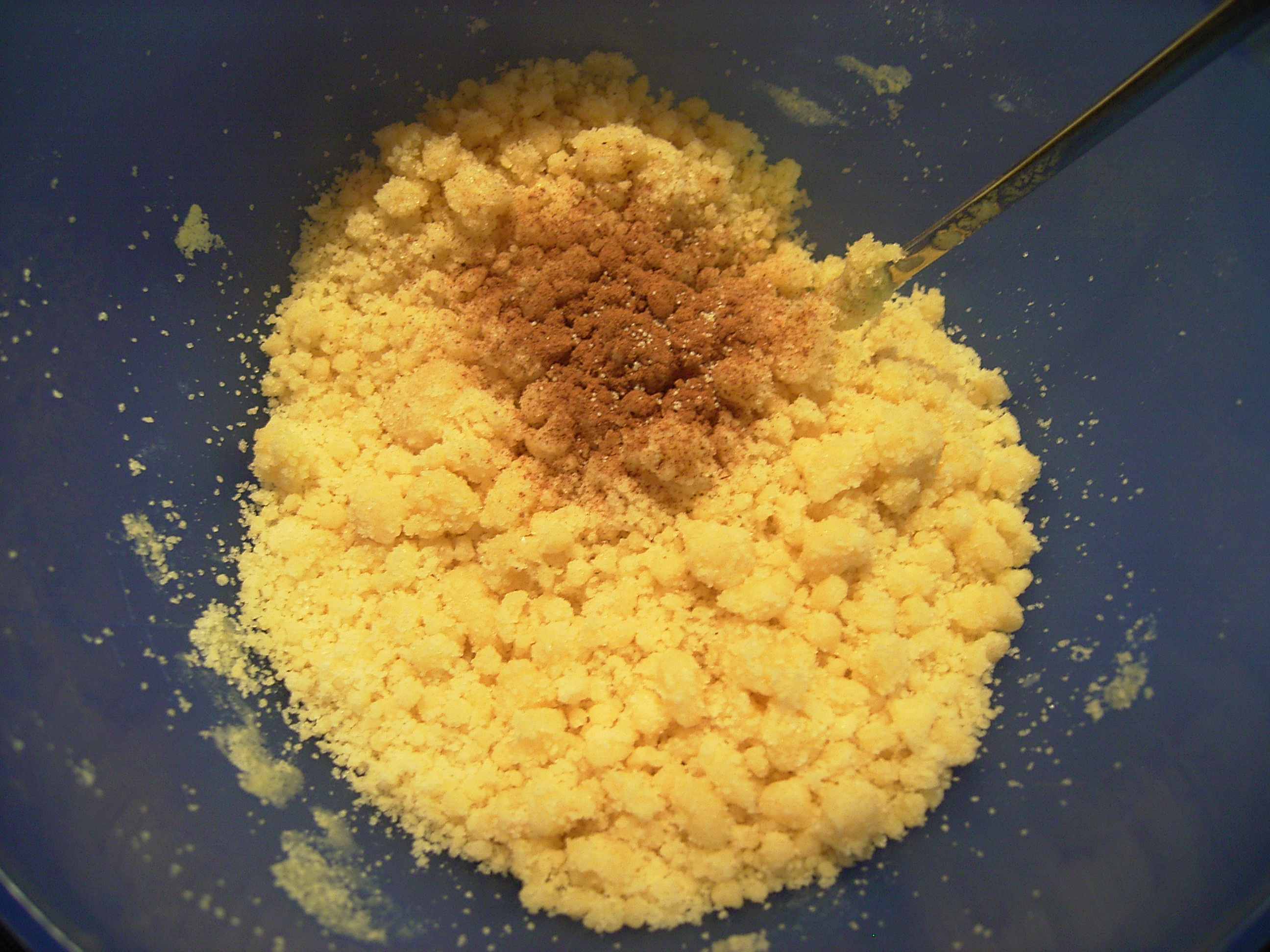
Streusel com canela pronto para espalhar sobre a massa na forma.
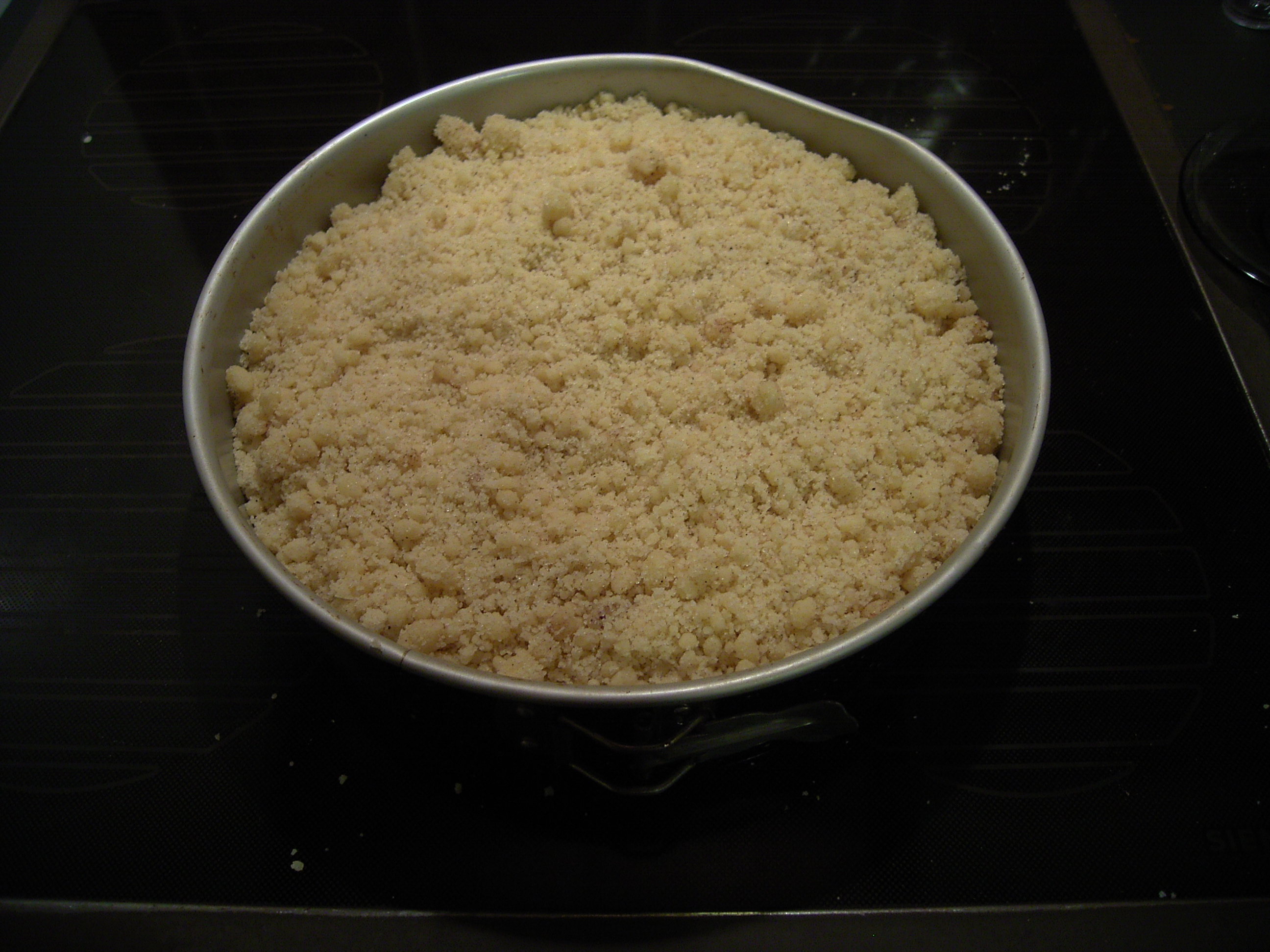
Streusel espalhado sobre a massa na forma pronto para o forno.

## Etimologia
Em alemão Streusel* é um substantivo próprio de dois géneros: masculino ou neutro. O vocábulo Streusel é mais usado no plural, assim quando no caso nominativo este se faz anteceder do artigo definido plural com a forma die Streusel para ambos os géneros. Ainda tanto para o masculino e como para o neutro este substantivo tem no plural do caso dativo a mesma forma den Streuseln, e no genitivo tem a forma des Streusels. O substantivo próprio Streusel tem em alemão um sentido que corresponde em português ao substantivo espalhamento (acto de espalhar), o qual exige a qualificação de pequenos torrões ou migalhos. O vocábulo Streusel tem por étimo  strowsel, do neerlandês, língua falada nos Países Baixos e na Bélgica. O termo neerlandês «strowsel» significa em alemão Streu (cama de gado), Stroh (palha), e forma o verbo alemão streuen (espalhar, semear, deitar, polvilhar; disseminar) e ainda os verbos que derivam do mesmo construídos com prefixos aus-, ver-, zerstreuen, os quais tomam mais ou menos o mesmo sentido do verbo espalhar (es+palha+ar) em português..
- (ʃtrɔyzəl) é a transcrição fonética com a qual se representa a pronúncia equivalente ao grupo de fonemas -strói- presente na palavra «destrói» e mais (zəl) a pronúncia de -z- junto com os fonemas -el- da palavra eliminar (el-iminar), assim se pronuncia a palavra Streusel em alemão[19].

### Disputa acerca do nome Streuselkuchen
A denominação Streuselkuchen e o respectivo bolo de assadeira, fazem parte da culinária alemã desde há séculos, motivo pelo qual não se pode distrai-los dos usos e costumes alemães, senão o nome Streusel não teria raiz germânica (neerlandesa) como tem, e o bolo teria outro nome certamente germanizado com raiz eslava, dado que a expansão da sua receita se deu mais intensamente a partir da Silésia, região onde habitavam além de alemães também muitos povos eslavos. Nomes com raiz eslava não são estranho aos alemães, na medida em que há grandes cidades alemãs cujos nomes são de origem eslava, como e.g. Berlin, Leipzig, Chemnitz, Dresden, Cottbus. (Nota do Editor: cada qual dessas cidades tem individualmente um artigo na Wikipedia de língua alemã, onde se pode verificar o nome eslavo que deu origem ao nome alemão actual).

A cidade ainda hoje alemã Görlitz situada no território alemão remanescente da antiga Baixa Silésia possui padeiros e pasteleiros estabelecidos em sua área de competência que produzem os chamados Streuselkuchen conforme receitas originais das antigas regiões da Silésia.
Estas receitas originais abrangem desde a sua própria cidade Görlitz (ainda na Alemanha) até Kattowitz (hoje na Polónia) e os bolos assim produzidos são vendidos para consumo no resto da Alemanha e no Estrangeiro.

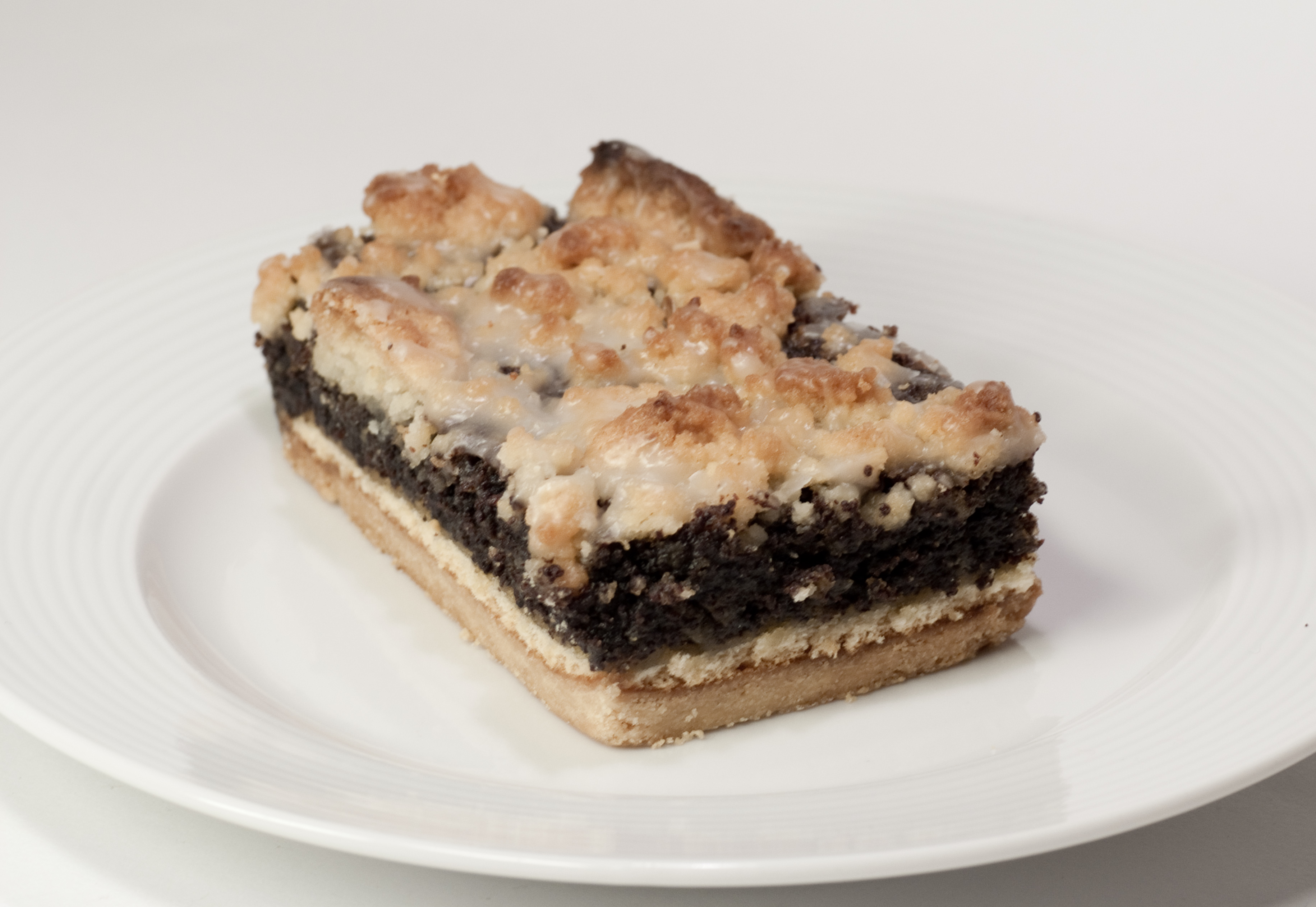
Mohnkuchen com Streusel

Ao terminar o ano de 2011 a Associação dos Padeiros e Pasteleiros Alemães recebeu uma informação oficial europeia de que tanto Kołocz śląski como também Kołacz śląski estão inscritos no Registo da União Europeia de Indicação Geográfica Protegida (IGP). Na documentação oficial enviada junto, estas duas noções nominativas foram transpostas para o alemão como Schlesischer Streuselkuchen. Segundo relatos jornalísticos oportunos havia sido um Consórcio de Padeiros Polacos quem tinha requerido a protecção legal através do referido registo da marca geográfica. Esta marca geográfica vale então para uma região, que é limitada pelo voivodato de Opole (Oppeln, em alemão) e partes do voivodato da Silésia com Katowice (Kattowitz, em alemão) como capital. Como se sabe a antiga região da Silésia compreendia uma área muito mais vasta do que a área dos mencionados voivodatos juntos. Os pasteleiros de Görlitz por causa disso enfrentam hoje uma disputa nas instâncias judiciais da União Europeia, dado que o registo feito pelos padeiros polacos estabelecidos naqueles dois Voivodatos Polacos situados na antiga região da Silésia como Indicação Geográfica Protegida (IGP) abrangem também o nome em alemão Schlesischer Streuselkuchen, que foi transposto erroneamente pelos tradutores oficiais da União Europeia. O nome de indicação geográfica Schlesischer Streuselkuchen como denominação alemã por equivalência aos dois nomes em polaco não é por isso uma tradução do polaco.

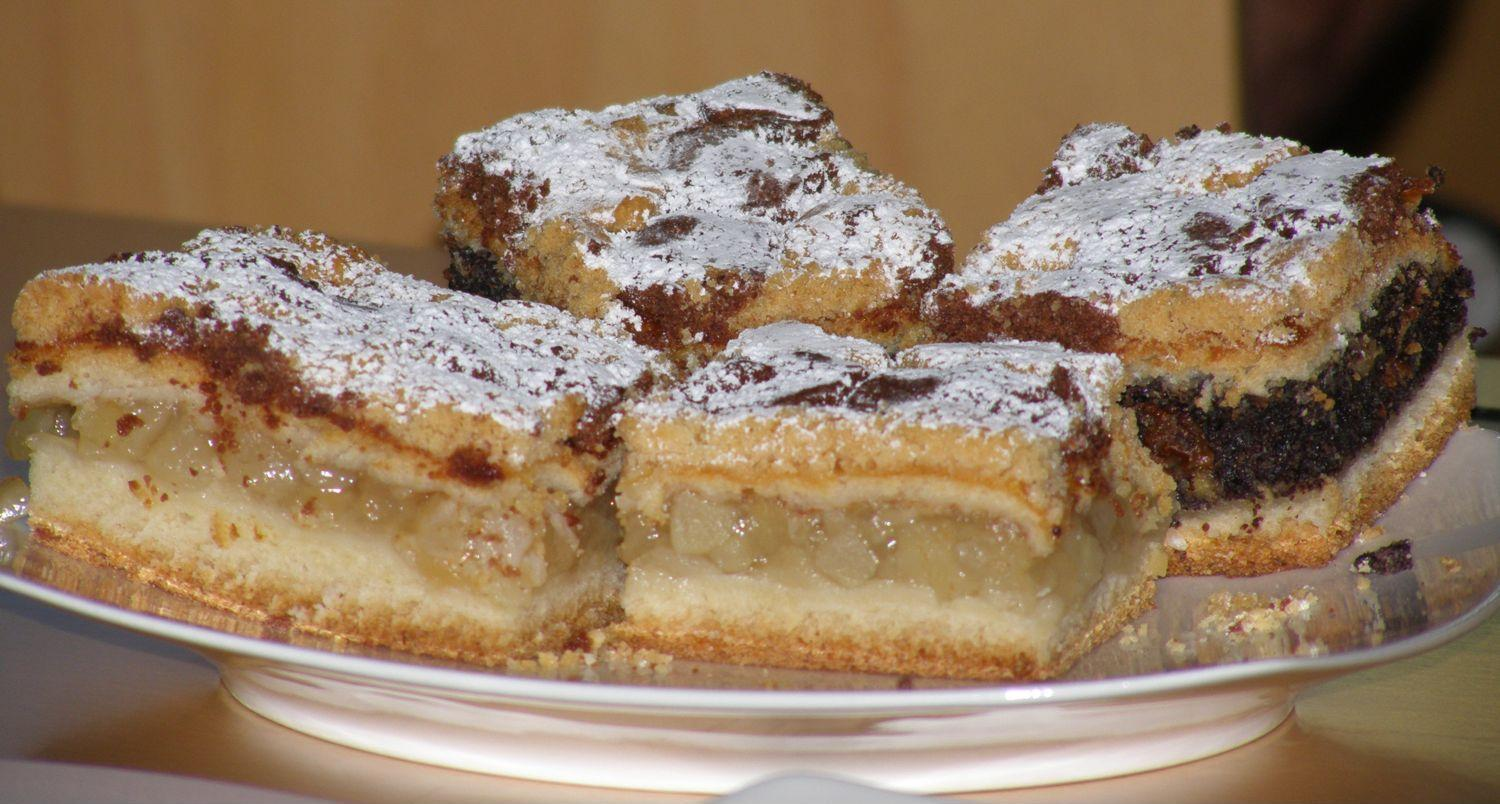
Streuselkuchen na variação Kolatsche

A variação do Streuselkuchen denominada em polaco Kołacz śląski já é vendida na Alemanha pelos padeiros polacos sob o nome Kolatsche, indicado mais explicitamente em alemão Schlesischer Streuselkuchen mit Füllungen aus Äpfeln und Mohn. Como se vê pela explicitação esta variedade do Streuselkuchen é feita com recheio de maças e sementes de papoila (Mohn).
Caso o registo da IGP se mantenha a favor dos pasteleiros polacos com a dita transposição (Übertragung) interpretativa errada os padeiros e pasteleiros alemães sujeitam-se a não poder vender no futuro os seus próprios Schlesischer Streuselkuchen com o mesmo nome ainda que prescindam da indicação geográfica Schlesischer. A questão neste caso é metonímica por ter sido empregado o todo pela parte ou seja a indicação geográfica de uma parte que são os voivodatos Opole e Katowice pelo todo que é a região histórica da Silésia com o emprego do adjectivo Schlesisch qualificando Streuselkuchen, haja vista que este nome não é a tradução do polaco em alemão, mas simples versão por equivalência.